# Boring (muziekinstrument)

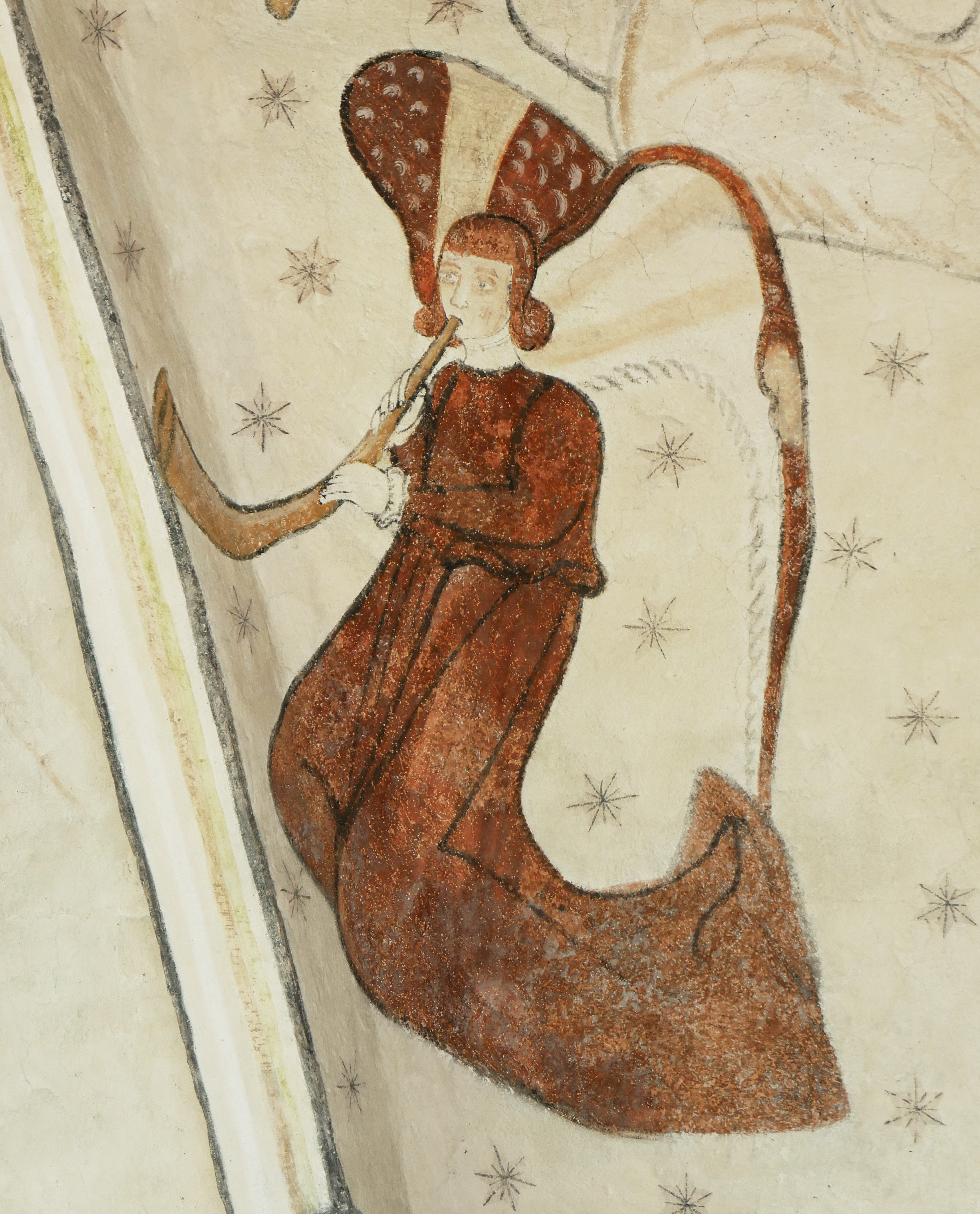
De kromhoorn heeft akoestisch gezien een rechte, want niet conische boring

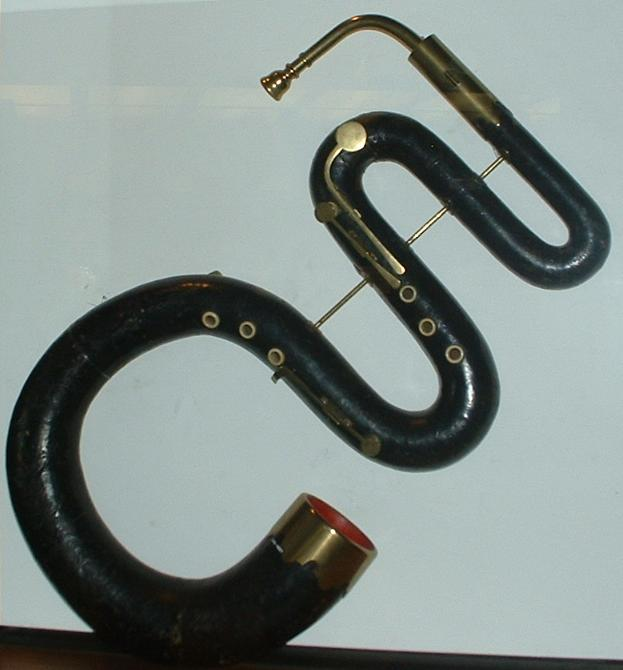
Serpent, Victoria and Albert Museum: conische boring

Een boring van een blaasinstrument of een andere aerofoon is een lange holte of buis, waarin de lucht in trilling gebracht wordt om geluid voort te brengen. De term kan verwijzen naar de buis zelf of naar de diameter daarvan. Bij blokfluiten verwijst de term vaak naar plaatsing van de luchtgaatjes.
Een akoestisch belangrijk verschil is tussen een rechte (cilindrische) of een conische boring: de conische variant heeft van nature een volledige reeks harmonischen, maar de bouwwijze van het instrument heeft hier ook invloed op. Overigens komen combinaties van recht, conisch en omgekeerd conisch ook voor.
Een rechte of gebogen boring heeft vooral praktische consequenties: een lang instrument kan onhanteerbaar zijn.

## Terminologie
De boring in de muziekinstrumentenbouw is een bijzonder geval van de boring in de werktuigbouw. De term verwijst naar boren, maar een boring hoeft niet geboord te zijn; een orgelpijp wordt bijvoorbeeld gemaakt uit een opgerolde metaalplaat.
De aanduiding rechte boring kan duiden op een cilindrische buis, maar ook op een buis die niet krom is; uit de context moet blijken wat er bedoeld wordt.

## Bouwwijzen
De boring van een blaasinstrument kan recht of gebogen zijn. In de late middeleeuwen en de renaissance hadden zelfs grote rietinstrumenten rechte, niet gebogen boringen; basinstrumenten hadden een boring van ongeveer 1,8 meter lang, bij bassethoorns was dat 1,3 meter, tenoren 1,1, alten 0,8, sopranen 0,55. Een lange klankpijp kan een instrument ietwat onhanteerbaar maken, zoals bij een didgeridoo of een midwinterhoorn, maar bij sommige instrumenten, zoals de fagot, wordt dit opgelost met een 'gevouwen' boring.

## Akoestiek
De klankbuis is akoestisch gezien een resonantiebuis, waarbij het onderscheid tussen cilindrisch en conisch belangrijk is. De klankbuis geldt als halfgesloten, omdat de resonanties bij het mondstuk beginnen en aan die kant geen lucht kan ontsnappen. Een buis met een variabele doorsnede gedraagt zich echter afwijkend. Een conische buis loopt uit van mondstuk naar beker, wat een heel andere klankvorming geeft, deze buis gedraagt zich namelijk alsof het een buis is die aan beide zijden open is. Daardoor heeft deze een volledige reeks harmonischen, terwijl een cilindrische boring in theorie alleen de oneven harmonischen heeft. In de praktijk kan dit anders zijn, zo heeft een klarinet bij de hogere boventonen vaak de volledige reeks, ondanks de cilindrische boring.

## Riet
Bij de rietinstrumenten zijn conische boringen in de meerderheid. Schalmeien, gyalings en fagotten hebben altijd een conische boring. Bij moderne fagotten is die bijna cilindrisch, de buis is bij de beker ruwweg een factor 0,0125 groter in diameter dan bij het mondstuk, de coniciteit van de boring is dus slechts 1,25%. Bij de hobo is dit 2,5%, bij de alt- en tenorsaxofoon ongeveer 5% en bij de sopraansaxofoon ongeveer 6,25%. Kromhoorns, piri's en klarinetten zijn altijd cilindrisch. In de doedelzak-familie komen parallelle en conische boringen voor, zo heeft de muchosa een conische speelpijp en twee cilindrische bourdons.

## Trompet
De trompet heeft van oorsprong een cilindrische boring en daardoor een scherpe klank, maar bij moderne trompetten zijn de mondpijp en de beker vaak conisch, waardoor het instrument makkelijker te bespelen is.

## Blokfluit
Bij blokfluiten wordt de term boring vaak afwijkend gebruikt: hij kan weliswaar duiden op de klankbuis, maar eerder naar de plaatsing van de luchtgaatjes en daarmee de vingerzetting. De termen Duitse boring en barokboring verwijzen hiernaar, evenals het verschil tussen dubbele en enkele boring.